# Frauen-Rugby-Union-Weltmeisterschaft 2021

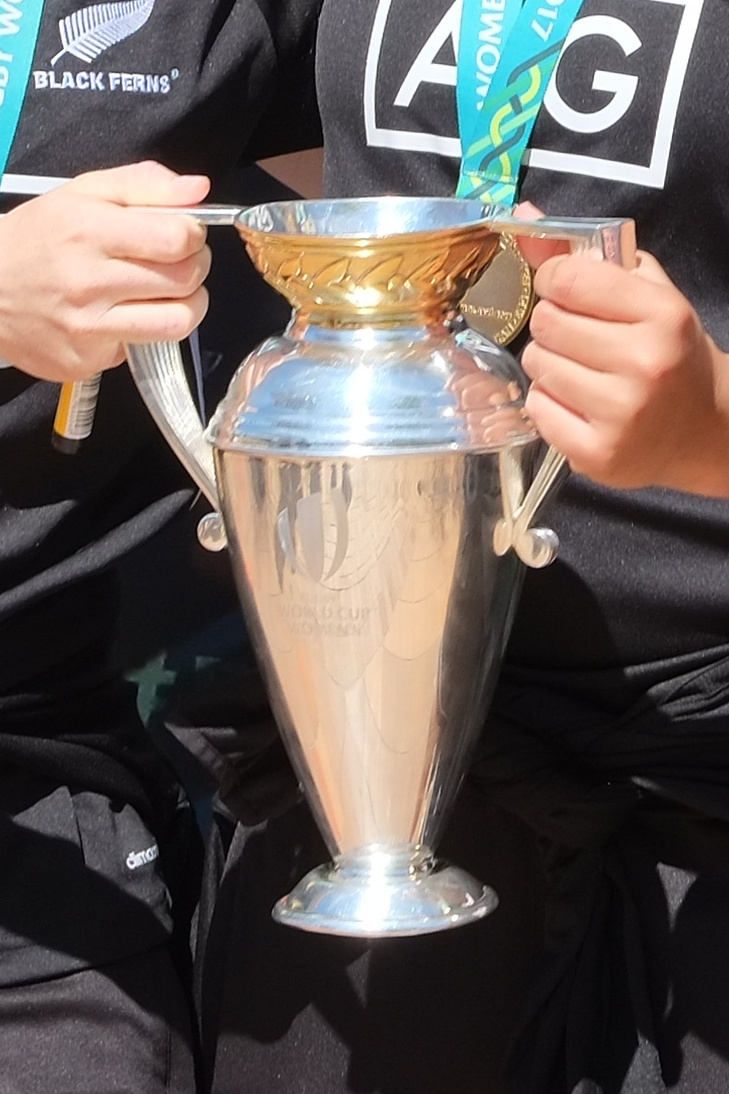
Die Trophäe der Weltmeisterschaft 2021

Die Frauen-Rugby-Union-Weltmeisterschaft 2021 (englisch 2021 Women’s Rugby World Cup) fand vom 8. Oktober bis zum 12. November 2022 in Neuseeland statt. Es war die neunte Weltmeisterschaft im vierjährlichen Turnierzyklus und die siebente, die vom Weltverband World Rugby organisiert wurde. Ursprünglich sollte das Turnier 2021 ausgetragen werden, musste aber aufgrund der weltweiten COVID-19-Pandemie um ein Jahr verschoben werden. Dennoch blieb es die Weltmeisterschaft für das Jahr 2021. Es war das erste Turnier, das in der südlichen Hemisphäre ausgetragen wurde.
Zwölf Rugby-Union-Nationalmannschaften nahmen an der Frauen-Rugby-Union-Weltmeisterschaft 2021 teil: Australien, England, Fidschi, Frankreich, Italien, Japan, Kanada, Neuseeland, Schottland, Südafrika, die Vereinigten Staaten und Wales. Während der Rugby-Union-Weltmeisterschaft 2021 wurden 26 Spiele absolviert, darunter 18 in der Vorrunde und acht in der Finalrunde, einschließlich des Finales. Die Mannschaften wurden in drei Gruppen zu je vier Teams eingeteilt, wobei jedes einmal gegen die anderen der Gruppe antrat. Die acht besten Mannschaften der Gruppenphase erreichten hiernach das Viertelfinale.
Weltmeisterinnen wurde die neuseeländische Mannschaft (Black Ferns), die im Finale im Eden Park die englische Mannschaft (Red Roses) mit 34:31 schlugen und damit ihren sechsten Weltmeistertitel gewannen. Frankreich wurde Dritter und Kanada Vierter.

## Vergabe
Am 14. November 2018 vergab der Weltverband World Rugby die Frauen-Rugby-Union-Weltmeisterschaft 2021 an Neuseeland. Der einzige andere Bewerber war Australien. Damit wurde es die erste Weltmeisterschaft, die in der Südhemisphäre ausgetragen wurde.

## Qualifikation

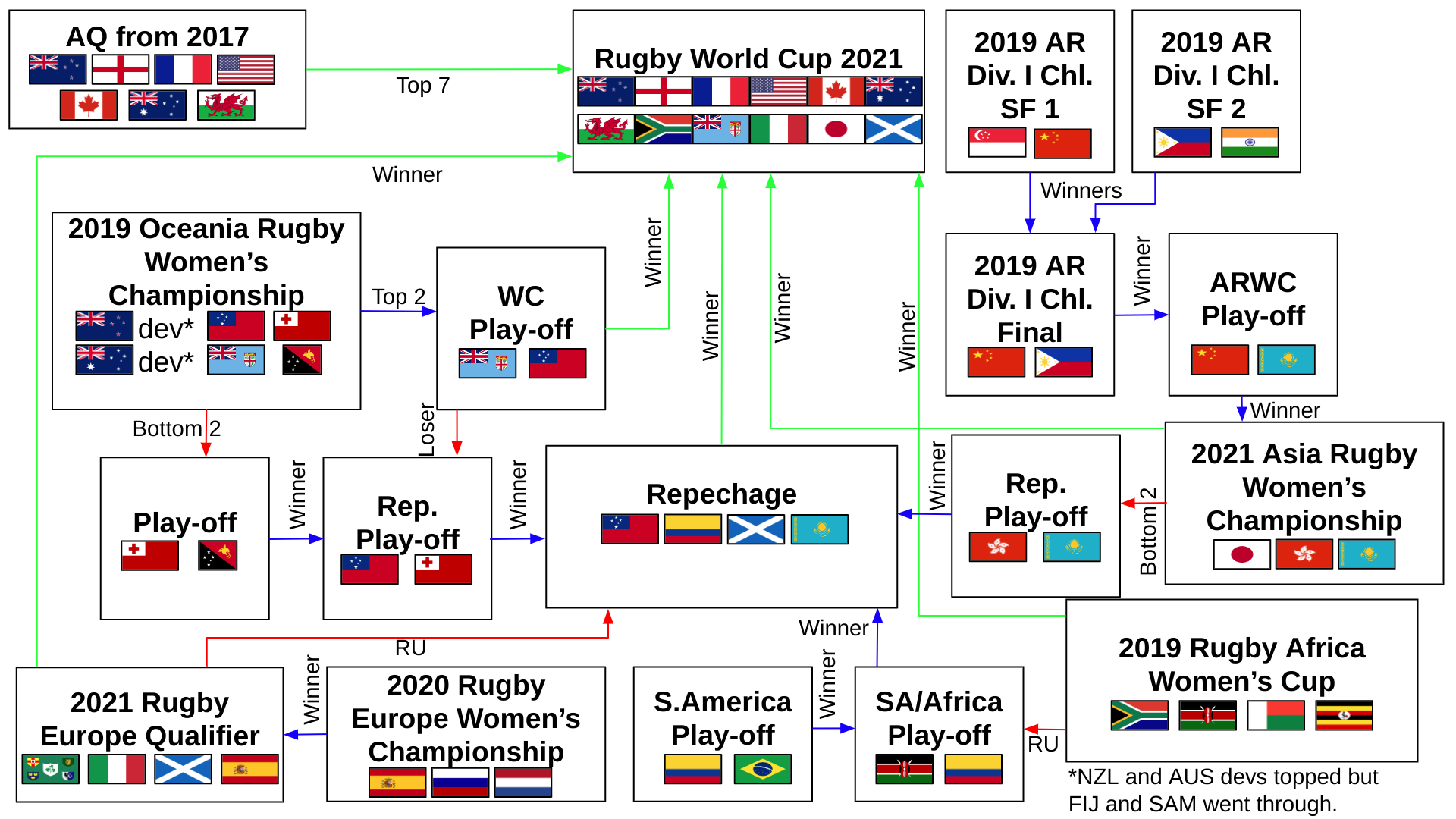
Grafik zur Qualifikation für die Weltmeisterschaft 2021

Zwölf Nationalmannschaften nahmen an der Frauen-Rugby-Union-Weltmeisterschaft 2021 teil. Die sieben besten Mannschaften der vorhergehenden Weltmeisterschaft 2017 qualifizierten sich automatisch für das Turnier 2021. Diese waren Australien, England, Frankreich, Kanada, Neuseeland, die Vereinigten Staaten und Wales. Die verbleibenden fünf Plätze wurden in regionalen Qualifikationen in Afrika, Asien, Europa, Ozeanien und einem internationalen Play-off ausgespielt.
Am 17. August 2019 gewann Südafrika die Afrikameisterschaft 2021 und qualifizierte sich für seine vierte Endrundenteilnahme. Aufgrund der direkten Qualifikation Australiens und Neuseelands hatte Ozeanien erstmals einen Qualifikationsplatz, den sich im November 2019 Fidschi sicherte, gleichbedeutend mit der ersten Turnierteilnahme überhaupt. Im September 2021 sicherte sich Italien den europäischen Qualifikationsplatz. Die weitere Qualifikation wurde stark von der weltweiten COVID-19-Pandemie eingeschränkt. So konnte die Asia Rugby Women’s Championship 2021 nicht ausgetragen werden und Japan qualifizierte sich aufgrund seines Weltranglistenplatzes für das Turnier. Im Februar 2022 sicherte sich Schottland den letzten verbleibenden Turnierplatz.

Teilnehmende Länder der Frauen-Rugby-Union-Weltmeisterschaft 2021:
Gastgeber
Qualifiziert als Top-Sieben 2017
Qualifikation
In der Qualifikation gescheitert
Keine Teilnahme

| Land               | Qualifikationsgrundlage | WM-Teilnahme | Letztmalige WM-Teilnahme | Bestes Ergebnis                              | Gruppe |
| ------------------ | ----------------------- | ------------ | ------------------------ | -------------------------------------------- | ------ |
| Neuseeland         | Gastgeber               | Achte        | 2017                     | Weltmeister (1998, 2002, 2006, 2010, 2017)   | A      |
| Australien         | Automatisch             | Siebente     | 2017                     | Dritter (2010)                               | A      |
| England            | Automatisch             | Neunte       | 2017                     | Weltmeister (1994, 2014)                     | C      |
| Frankreich         | Automatisch             | Neunte       | 2017                     | Dritter (1991, 1994, 2002, 2006, 2014, 2017) | C      |
| Kanada             | Automatisch             | Neunte       | 2017                     | Zweiter (2014)                               | B      |
| Vereinigte Staaten | Automatisch             | Neunte       | 2017                     | Weltmeister (1991)                           | B      |
| Wales              | Automatisch             | Achte        | 2017                     | Vierter (1994)                               | A      |
| Fidschi            | Qualifikation           | Erste        | –                        | Debüt                                        | C      |
| Italien            | Qualifikation           | Fünfte       | 2017                     | Achter (1991)                                | B      |
| Japan              | Qualifikation           | Fünfte       | 2017                     | Achter (1994)                                | B      |
| Schottland         | Qualifikation           | Sechste      | 2010                     | Fünfter (1994)                               | A      |
| Südafrika          | Qualifikation           | Vierte       | 2014                     | Zehnter (2010, 2014)                         | C      |

## Austragungsorte
Das Turnier wurde sämtlich auf der Nordinsel Neuseelands ausgetragen. Dabei kamen in Auckland der Eden Park und The Trusts Arena sowie in Whangārei der Okara Park zum Einsatz.
| Eden Park |

| The Trusts Arena |

| Okara Park |

| Eden Park |

| The Trusts Arena |

| Okara Park |

## Format
Die Frauen-Rugby-Union-Weltmeisterschaft 2021 wurde über 36 Tage zwischen zwölf verschiedenen Mannschaften über 26 Spiele ausgetragen. Sie begann am 8. Oktober 2022 im Aucklander Eden Park mit dem Eröffnungsspiel zwischen dem Gastgeber Neuseeland und Australien. Das Turnier endete am 12. November im desselben Stadion mit dem Finale zwischen England und Neuseeland, wobei die Black Ferns die Trophäe gewannen.

### Spielplan
Die nachfolgende Tabelle zeigt das tägliche Programm der Frauen-Rugby-Union-Weltmeisterschaft 2021. Dabei steht ein violettes Kästchen für Vorrundenspiele, ein grünes Kästchen für Finalrundenspiele, ein blaues Kästchen für das Spiel um Platz 3 und ein gelbes Kästchen für das Finale.
| Gruppenphase Oktober        | Sa. 8.  | So. 9.  | Mo. 10. | Di. 11. | Mi. 12. | Do. 13. | Fr. 14. | Sa. 15. | So. 16. | Mo. 17. | Di. 18. | Mi. 19. | Do. 20. | Fr. 21. | Sa. 22. | So. 23. | Mo. 24. | Di. 25. |         |
| --------------------------- | ------- | ------- | ------- | ------- | ------- | ------- | ------- | ------- | ------- | ------- | ------- | ------- | ------- | ------- | ------- | ------- | ------- | ------- | ------- |
| Gruppe A                    | 1       | 1       |         |         |         |         |         | 1       | 1       |         |         |         |         |         | 2       |         |         |         |         |
| Gruppe B                    |         | 2       |         |         |         |         |         | 1       | 1       |         |         |         |         |         |         | 2       |         |         |         |
| Gruppe C                    | 2       |         |         |         |         |         |         | 1       | 1       |         |         |         |         |         | 1       | 1       |         |         |         |
| Finalrunde Oktober/November | Mi. 26. | Do. 27. | Fr. 28. | Sa. 29. | So. 30. | Mo. 31. | Di. 1.  | Mi. 2.  | Do. 3.  | Fr. 4.  | Sa. 5.  | So. 6.  | Mo. 7.  | Di. 8.  | Mi. 9.  | Do. 10. | Fr. 11. | Sa. 12. | Sa. 12. |
| Finalrunde                  |         |         |         | 2       | 2       |         |         |         |         |         | 2       |         |         |         |         |         |         | 1       | 1       |

| Farblegende      |
| Gruppenspiele    |
| Finalrunde       |
| Spiel um Platz 3 |
| Finale           |

### Auslosung
Die Vorrunde, bzw. Gruppenphase, umfasste zwölf Nationalmannschaften, die in drei Gruppen zu je vier Teams eingeteilt wurden. Am 20. November 2020 wurden im Aucklander SkyCity Theatre die Gruppen der Weltmeisterschaft ausgelost. Ausschlaggebend für die vier Töpfe zum Zeitpunkt war die Platzierung in der World-Rugby-Weltrangliste am 1. Januar 2020, also noch vor dem Ausbruch der weltweiten COVID-19-Pandemie. Damit wurde erstmals die Rangliste anstelle des Abschneidens beim vorherigen Turnier berücksichtigt.
- Topf 1: Die drei besten automatischen Qualifikanten (1–3)
- Topf 2: Die drei nächstbesten automatischen Qualifikanten (4–6)
- Topf 3: Den siebenten automatischen Qualifikanten, Europa 1 und Afrika 1
- Topf 4: Asien 1, Ozeanien 1 und Repechage-Gewinner

Für die Auslosung am 20. November 2020 ergaben sich die folgenden Töpfe (in Klammern der jeweilige World Rugby-Rang vor der Auslosung):
| Topf 1                                      | Topf 2                                                     | Topf 3                                                  | Topf 4                                                                     |
| ------------------------------------------- | ---------------------------------------------------------- | ------------------------------------------------------- | -------------------------------------------------------------------------- |
| - Neuseeland (1) - England (2) - Kanada (3) | - Frankreich (4) - Australien (5) - Vereinigte Staaten (6) | - Wales (7) - Italien (Europa 1) - Südafrika (Afrika 1) | - Japan (Asien 1) - Fidschi (Ozeanien 1) - Schottland (Repechage-Gewinner) |

Nach der Auslosung am 20. November 2020 ergaben sich die folgenden Gruppen:
| Gruppe A                               | Gruppe B                                | Gruppe C                             |
| -------------------------------------- | --------------------------------------- | ------------------------------------ |
| Australien Neuseeland Schottland Wales | Japan Italien Kanada Vereinigte Staaten | England Fidschi Frankreich Südafrika |

### Vorrunde
Die neunte Frauen-Rugby-Union-Weltmeisterschaft wurde zwischen zwölf Nationalmannschaften ausgespielt. Die zwölf teilnehmenden Mannschaften wurden für die Vorrunde in drei Gruppen zu je vier Mannschaften eingeteilt; jede Mannschaft bestritt ein Spiel gegen jede andere Mannschaft in derselben Gruppe, demzufolge absolvierte jedes Team drei Spiele in der Vorrunde.
Die Punkteverteilung in der Vorrunde erfolgte nach folgendem System:
- 4 Punkte bei einem Sieg
- 2 Punkte bei einem Unentschieden
- 0 Punkte bei einer Niederlage (vor möglichen Bonuspunkten)
- 1 Bonuspunkt für vier oder mehr Versuche, unabhängig vom Endstand
- 1 Bonuspunkt bei einer Niederlage mit sieben oder weniger Spielpunkten Unterschied

Am Ende der Vorrunde wurden die Mannschaften, basierend auf den gesammelten Spielpunkten, vom ersten bis zum vierten Platz eingestuft, wobei die acht besten Mannschaften der Gruppenphase das Viertelfinale erreichten.

### Finalrunde

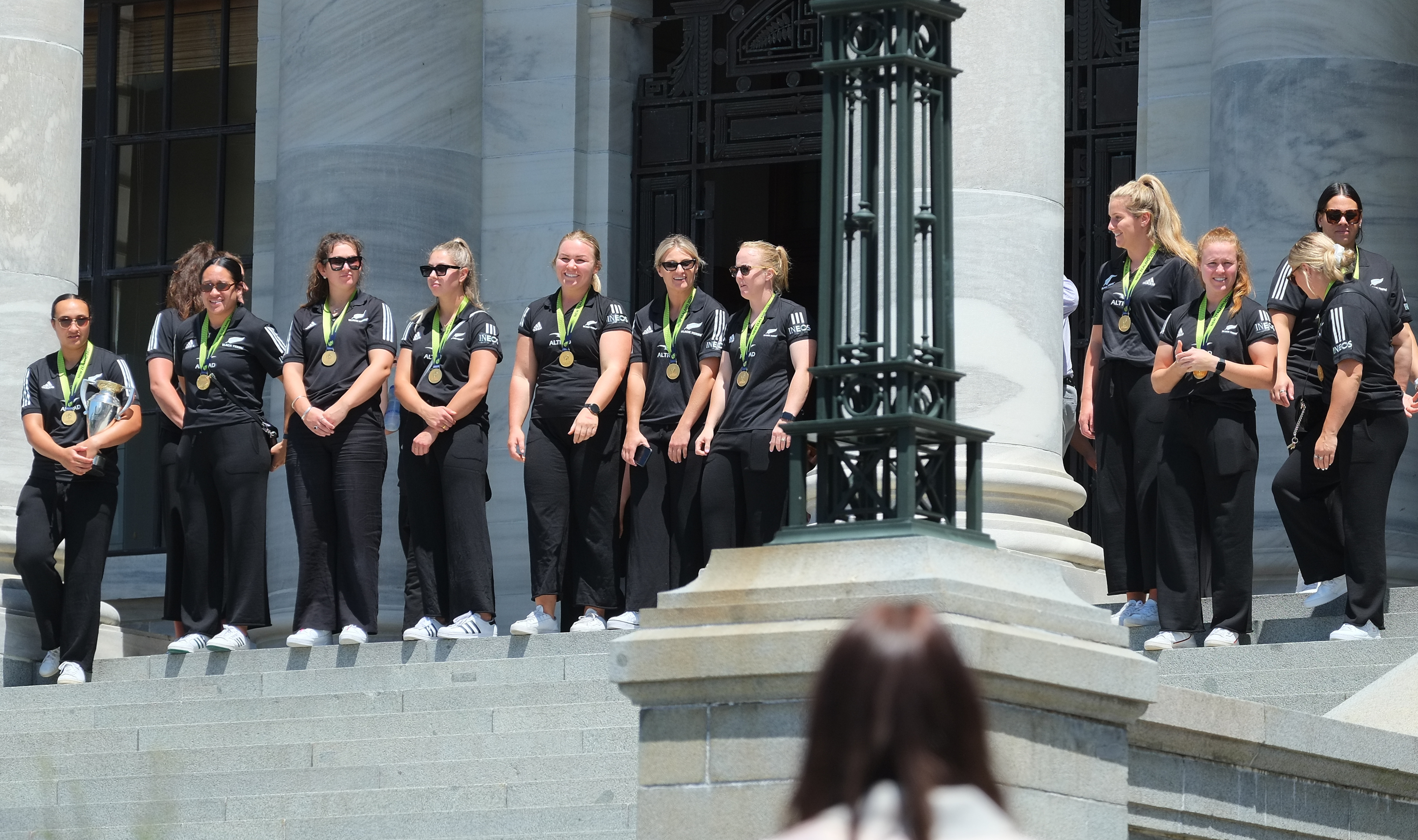
Empfang der Black Ferns beim Parliament House nach dem Gewinn der WM 2021

Ab dieser Phase nahm das Turnier ein K.-o.-System an bestehend aus acht Spielen: vier Viertelfinals, zwei Halbfinals, ein Spiel um Platz 3 und das Finale.
Die acht besten Teams der Gruppenphase erreichten die Finalrunde. Dabei traf die beste Mannschaft der Gruppenphase im Viertelfinale auf die vorletzte Mannschaft, die zweitbeste auf die drittletzte usw.
Die Finalrunde begann mit den Viertelfinalspielen. Jedes Spiel musste zwingend mit einem Sieg enden. Stand es in einer Begegnung nach der regulären Spielzeit von 80 Minuten unentschieden, folgte eine Verlängerung von 2 × 10 Minuten. War noch immer kein Sieger ermittelt, gab es eine weitere Verlängerung von zehn Minuten Dauer mit Sudden Death. Wenn auch nach insgesamt 110 Minuten immer noch kein Sieger feststand, wäre der Sieger in einem Platztrittschießen zu den Torstangen bestimmt worden.

### Einfluss auf die WM-Qualifikation 2025
Die vier besten Mannschaften des Turnieres qualifizierten sich direkt für die darauf folgende Weltmeisterschaft 2025 in England. Diese waren England, Frankreich, Kanada und Neuseeland.

## Beteiligte

### Offizielle
Am 26. Mai 2022 gab der Weltverband die Namen der Offiziellen bekannt. Insgesamt wurden neun Schiedsrichterinnen, fünf Assistentinnen und vier Video-Schiedsrichter bestimmt.
| Land                          | Name                 |
| ----------------------------- | -------------------- |
| South African Rugby Union     | Aimee Barrett-Theron |
| New Zealand Rugby             | Maggie Cogger-Orr    |
| Rugby Football Union          | Sara Cox             |
| Scottish Rugby Union          | Hollie Davidson      |
| Fédération française de rugby | Aurélie Groizeleau   |
| New Zealand Rugby             | Lauren Jenner        |
| Rugby Australia               | Amber McLachlan      |
| Federazione Italiana Rugby    | Clara Munarini       |
| Irish Rugby Football Union    | Joy Neville          |

| Land                          | Name                     |
| ----------------------------- | ------------------------ |
| Federazione Italiana Rugby    | Maria Beatrice Benvenuti |
| Fédération française de rugby | Doriane Domenjo          |
| Rugby Australia               | Tyler Miller             |
| USA Rugby                     | Kat Roche                |
| Rugby Canada                  | Julianne Zussman         |

| Land                 | Name           |
| -------------------- | -------------- |
| Rugby Canada         | Chris Assmus   |
| New Zealand Rugby    | Lee Jeffrey    |
| Rugby Football Union | Ian Tempest    |
| Welsh Rugby Union    | Ben Whitehouse |

## Vorrunde

### Gruppe A
|    | Land       | Spiele | Siege | Unent. | Ndlg. | Spiel- punkte | Diff. | Bonus- punkte | Punkte |
| -- | ---------- | ------ | ----- | ------ | ----- | ------------- | ----- | ------------- | ------ |
| 1. | Neuseeland | 3      | 3     | 0      | 0     | 154:29        | + 125 | 3             | 15     |
| 2. | Australien | 3      | 2     | 0      | 1     | 044:60        | – 16  | 0             | 8      |
| 3. | Wales      | 3      | 1     | 0      | 2     | 037:84        | – 47  | 1             | 5      |
| 4. | Schottland | 3      | 0     | 0      | 3     | 027:89        | – 62  | 2             | 2      |

| 8. Oktober 2022 | Australien | 17 : 41 | Neuseeland | Eden Park, Auckland |
| 8. Oktober 2022 |            |         |            | Eden Park, Auckland |

| 9. Oktober 2022 | Wales | 18 : 15 | Schottland | Okara Park, Whangārei |
| 9. Oktober 2022 |       |         |            | Okara Park, Whangārei |

| 15. Oktober 2022 | Schottland | 12 : 14 | Australien | Okara Park, Whangārei |
| 15. Oktober 2022 |            |         |            | Okara Park, Whangārei |

| 16. Oktober 2022 | Wales | 12 : 56 | Neuseeland | The Trusts Arena, Auckland |
| 16. Oktober 2022 |       |         |            | The Trusts Arena, Auckland |

| 22. Oktober 2022 | Australien | 13 : 7 | Wales | Okara Park, Whangārei |
| 22. Oktober 2022 |            |        |       | Okara Park, Whangārei |

| 22. Oktober 2022 | Neuseeland | 57 : 0 | Schottland | Okara Park, Whangārei |
| 22. Oktober 2022 |            |        |            | Okara Park, Whangārei |

### Gruppe B
|    | Land               | Spiele | Siege | Unent. | Ndlg. | Spiel- punkte | Diff. | Bonus- punkte | Punkte |
| -- | ------------------ | ------ | ----- | ------ | ----- | ------------- | ----- | ------------- | ------ |
| 1. | Kanada             | 3      | 3     | 0      | 0     | 92:31         | + 61  | 3             | 15     |
| 2. | Italien            | 3      | 2     | 0      | 1     | 55:40         | + 15  | 1             | 9      |
| 3. | Vereinigte Staaten | 3      | 1     | 0      | 2     | 54:68         | – 14  | 1             | 5      |
| 4. | Japan              | 3      | 0     | 0      | 3     | 30:92         | – 62  | 0             | 0      |

| 9. Oktober 2022 | Vereinigte Staaten | 10 : 22 | Italien | Okara Park, Whangārei |
| 9. Oktober 2022 |                    |         |         | Okara Park, Whangārei |

| 9. Oktober 2022 | Japan | 5 : 41 | Kanada | Okara Park, Whangārei |
| 9. Oktober 2022 |       |        |        | Okara Park, Whangārei |

| 15. Oktober 2022 | Vereinigte Staaten | 30 : 17 | Japan | Okara Park, Whangārei |
| 15. Oktober 2022 |                    |         |       | Okara Park, Whangārei |

| 16. Oktober 2022 | Italien | 12 : 22 | Kanada | The Trusts Arena, Auckland |
| 16. Oktober 2022 |         |         |        | The Trusts Arena, Auckland |

| 23. Oktober 2022 | Japan | 8 : 21 | Italien | The Trusts Arena, Auckland |
| 23. Oktober 2022 |       |        |         | The Trusts Arena, Auckland |

| 23. Oktober 2022 | Kanada | 29 : 14 | Vereinigte Staaten | The Trusts Arena, Auckland |
| 23. Oktober 2022 |        |         |                    | The Trusts Arena, Auckland |

### Gruppe C
|    | Land       | Spiele | Siege | Unent. | Ndlg. | Spiel- punkte | Diff. | Bonus- punkte | Punkte |
| -- | ---------- | ------ | ----- | ------ | ----- | ------------- | ----- | ------------- | ------ |
| 1. | England    | 3      | 3     | 0      | 0     | 172:026       | + 146 | 2             | 14     |
| 2. | Frankreich | 3      | 2     | 0      | 1     | 091:018       | + 73  | 3             | 11     |
| 3. | Fidschi    | 3      | 1     | 0      | 2     | 040:145       | – 105 | 0             | 4      |
| 4. | Südafrika  | 3      | 0     | 0      | 3     | 022:136       | – 114 | 1             | 1      |

| 8. Oktober 2022 | Südafrika | 5 : 40 | Frankreich | Eden Park, Auckland |
| 8. Oktober 2022 |           |        |            | Eden Park, Auckland |

| 8. Oktober 2022 | Fidschi | 19 : 84 | England | Eden Park, Auckland |
| 8. Oktober 2022 |         |         |         | Eden Park, Auckland |

| 15. Oktober 2022 | Frankreich | 7 : 13 | England | Okara Park, Whangārei |
| 15. Oktober 2022 |            |        |         | Okara Park, Whangārei |

| 16. Oktober 2022 | Fidschi | 21 : 17 | Südafrika | The Trusts Arena, Auckland |
| 16. Oktober 2022 |         |         |           | The Trusts Arena, Auckland |

| 22. Oktober 2022 | Frankreich | 44 : 0 | Fidschi | Okara Park, Whangārei |
| 22. Oktober 2022 |            |        |         | Okara Park, Whangārei |

| 23. Oktober 2022 | England | 75 : 0 | Südafrika | The Trusts Arena, Auckland |
| 23. Oktober 2022 |         |        |           | The Trusts Arena, Auckland |

## Finalrunde
|  | Viertelfinale            | Viertelfinale            |                         |                          | Halbfinale               | Halbfinale |  |  | Finale                   | Finale                   |
|  |                          |                          |                         |                          |                          |            |  |  |                          |                          |
|  | 29. Oktober in Whangārei |                          |                         |                          |                          |            |  |  |                          |                          |
|  | Frankreich               | 39                       |                         |                          |                          |            |  |  |                          |                          |
|  | Frankreich               | 39                       | 5. November in Auckland |                          |                          |            |  |  |                          |                          |
|  | Italien                  | 3                        |                         |                          |                          |            |  |  |                          |                          |
|  | Italien                  | 3                        | Frankreich              | 24                       |                          |            |  |  |                          |                          |
|  |                          |                          | Frankreich              | 24                       |                          |            |  |  |                          |                          |
|  |                          | Neuseeland               | 25                      |                          |                          |            |  |  |                          |                          |
|  | Neuseeland               | Neuseeland               | 25                      | 55                       |                          |            |  |  |                          |                          |
|  | Neuseeland               |                          |                         | 55                       |                          |            |  |  |                          |                          |
|  | Wales                    | 3                        |                         | 12. November in Auckland | 12. November in Auckland |            |  |  |                          |                          |
|  | 29. Oktober in Whangārei | 29. Oktober in Whangārei | Neuseeland              | 34                       |                          |            |  |  |                          |                          |
|  | 30. Oktober in Auckland  | 30. Oktober in Auckland  |                         | England                  | 31                       |            |  |  |                          |                          |
|  | England                  | 41                       |                         |                          |                          |            |  |  |                          |                          |
|  | Australien               | 5                        |                         |                          |                          |            |  |  |                          |                          |
|  | Australien               | 5                        | England                 | 26                       |                          |            |  |  |                          |                          |
|  |                          |                          | England                 | 26                       | Spiel um Platz 3         |            |  |  |                          |                          |
|  |                          | Kanada                   | 19                      |                          |                          |            |  |  |                          |                          |
|  | Kanada                   | Kanada                   | 19                      | 32                       | Frankreich               | 36         |  |  |                          |                          |
|  | Kanada                   | 5. November in Auckland  |                         | 32                       | Frankreich               | 36         |  |  |                          |                          |
|  | Vereinigte Staaten       | 11                       |                         | Kanada                   | 0                        |            |  |  |                          |                          |
|  | Vereinigte Staaten       | 11                       |                         |                          | 0                        |            |  |  |                          |                          |
|  | 30. Oktober in Auckland  | 30. Oktober in Auckland  |                         |                          |                          |            |  |  | 12. November in Auckland | 12. November in Auckland |

### Viertelfinale
| 29. Oktober 2022 | Frankreich | 39 : 3 | Italien | Okara Park, Whangārei |
| 29. Oktober 2022 |            |        |         | Okara Park, Whangārei |

| 29. Oktober 2022 | Neuseeland | 55 : 3 | Wales | Okara Park, Whangārei |
| 29. Oktober 2022 |            |        |       | Okara Park, Whangārei |

| 30. Oktober 2022 | England | 41 : 5 | Australien | The Trusts Arena, Auckland |
| 30. Oktober 2022 |         |        |            | The Trusts Arena, Auckland |

| 30. Oktober 2022 | Kanada | 32 : 11 | Vereinigte Staaten | The Trusts Arena, Auckland |
| 30. Oktober 2022 |        |         |                    | The Trusts Arena, Auckland |

### Halbfinale
| 5. November 2022 | Kanada | 19 : 26 | England | Eden Park, Auckland |
| 5. November 2022 |        |         |         | Eden Park, Auckland |

| 5. November 2022 | Neuseeland | 25 : 24 | Frankreich | Eden Park, Auckland |
| 5. November 2022 |            |         |            | Eden Park, Auckland |

### Spiel um Platz 3
| 12. November 2022 | Kanada | 0 : 36 | Frankreich | Eden Park, Auckland |
| 12. November 2022 |        |        |            | Eden Park, Auckland |

### Finale
| 12. November 2022 | England | 31 : 34 | Neuseeland | Eden Park, Auckland |
| 12. November 2022 |         |         |            | Eden Park, Auckland |

Neuseeland
(Sechster Titel)

## Statistiken

### Mannschaften
Die Tabelle führt die zwölf teilnehmenden Mannschaften nach ihrem Abschneiden bei der Frauen-Rugby-Union-Weltmeisterschaft 2021 auf.

Ergebnis der Frauen-Rugby-Union-Weltmeisterschaft 2021:

| Mannschaft         | Spiele | Siege | Unent. | Ndlg. | Punkte | Versuche | Erhöh- ungen | Straf- tritte | Drop- goals | Gelbe Karten | Rote Karten |
| ------------------ | ------ | ----- | ------ | ----- | ------ | -------- | ------------ | ------------- | ----------- | ------------ | ----------- |
| Neuseeland         | 5      | 5     | 0      | 0     | 234    | 38       | 19           | 2             | 0           | 4            | 0           |
| England            | 5      | 4     | 0      | 1     | 239    | 38       | 17           | 5             | 0           | 3            | 0           |
| Frankreich         | 5      | 3     | 0      | 2     | 154    | 21       | 15           | 4             | 0           | 1            | 0           |
| Kanada             | 5      | 4     | 0      | 1     | 143    | 23       | 11           | 2             | 0           | 1            | 0           |
| Italien            | 4      | 2     | 0      | 2     | 58     | 8        | 3            | 3             | 0           | 3            | 0           |
| Australien         | 4      | 2     | 0      | 2     | 49     | 7        | 4            | 2             | 0           | 6            | 2           |
| Vereinigte Staaten | 4      | 1     | 0      | 3     | 65     | 9        | 6            | 2             | 0           | 2            | 0           |
| Wales              | 4      | 1     | 0      | 3     | 40     | 5        | 3            | 3             | 0           | 3            | 0           |
| Fidschi            | 3      | 1     | 0      | 2     | 40     | 6        | 5            | 0             | 0           | 4            | 1           |
| Schottland         | 3      | 0     | 0      | 3     | 27     | 6        | 0            | 0             | 0           | 0            | 0           |
| Südafrika          | 3      | 0     | 0      | 3     | 22     | 3        | 2            | 1             | 0           | 4            | 0           |
| Japan              | 3      | 0     | 0      | 3     | 30     | 5        | 2            | 0             | 0           | 2            | 0           |

### Punkte und Versuche
|     | Name            | Punkte |
| --- | --------------- | ------ |
| 1.  | Emily Scarratt  | 44     |
| 2.  | Caroline Drouin | 38     |
| 3.  | Portia Woodman  | 35     |
| 3.  | Renee Holmes    | 35     |
| 5.  | Ruahei Demant   | 31     |
| 6.  | Amy Cokayne     | 30     |
| 6.  | Marlie Packer   | 30     |
| 6.  | Emily Tuttosi   | 30     |
| 9.  | Alev Kelter     | 27     |
| 10. | Ruby Tui        | 25     |

|    | Name              | Versuche |
| -- | ----------------- | -------- |
| 1. | Portia Woodman    | 7        |
| 2. | Amy Cokayne       | 6        |
| 2. | Marlie Packer     | 6        |
| 2. | Emily Tuttosi     | 6        |
| 5. | Ruby Tui          | 5        |
| 6. | Abigail Dow       | 4        |
| 6. | Paige Farries     | 4        |
| 6. | Joanna Grisez     | 4        |
| 6. | Claudia MacDonald | 4        |
| 6. | Connie Powell     | 4        |